# Afscheid (Zone Stad)
Afscheid is de 72ste aflevering van VTM's politieserie Zone Stad. De aflevering wordt in Vlaanderen voor het eerst uitgezonden op 11 april 2011.

## Verhaal
Tom waakt bij zijn moeder die in het ziekenhuis ligt, maar de dokter heeft geen goed nieuws voor de geschorste inspecteur. Fien loopt er een oud-lief tegen het lijf: paracommando Joris Kerkhofs. Die valt in het ziekenhuis even later zijn zwangere ex-vrouw Lieve en haar nieuwe vriend Marc lastig, en het dispuut mondt uit in een vechtpartij tussen de twee mannen. Een moorddadige vechtpartij die Marc nauwelijks overleeft, waarop Joris op de vlucht slaat. Zonder Lukas of Dani op de hoogte te brengen gaat Fien zelf op zoek naar de man. Els denkt dat Stijn aan de drugs zit en vraagt Mike een oogje in het zeil te houden.

## Gastrollen
- Tom Van Landuyt - 'Ruige' Ronny Nijs
- Lut Tomsin - Jeanine Segers
- Guido De Craene - Mark Lathouwers
- An Miller - Lieve
- Frank Vercruyssen - Joris Kerkhofs
- Vincent Van Sande - Stijn
- Geert Vermeulen - Marc
- Arthur Valkenaers - Benjamin
- Frederik Huys - teamleider BBT
- Jelle Van Limburg - 5-jarige Tom
- Victor Peeters - barman in dealerscafé
- Linda Myncke - juf Benjamin
- Alii Sabedin - dealer Stijn
- Günther Lesage - Dokter